# Polywell
El polywell és un disseny proposat per a un reactor de fusió que utilitza un camp elèctric i magnètic per escalfar ions a condicions de fusió.

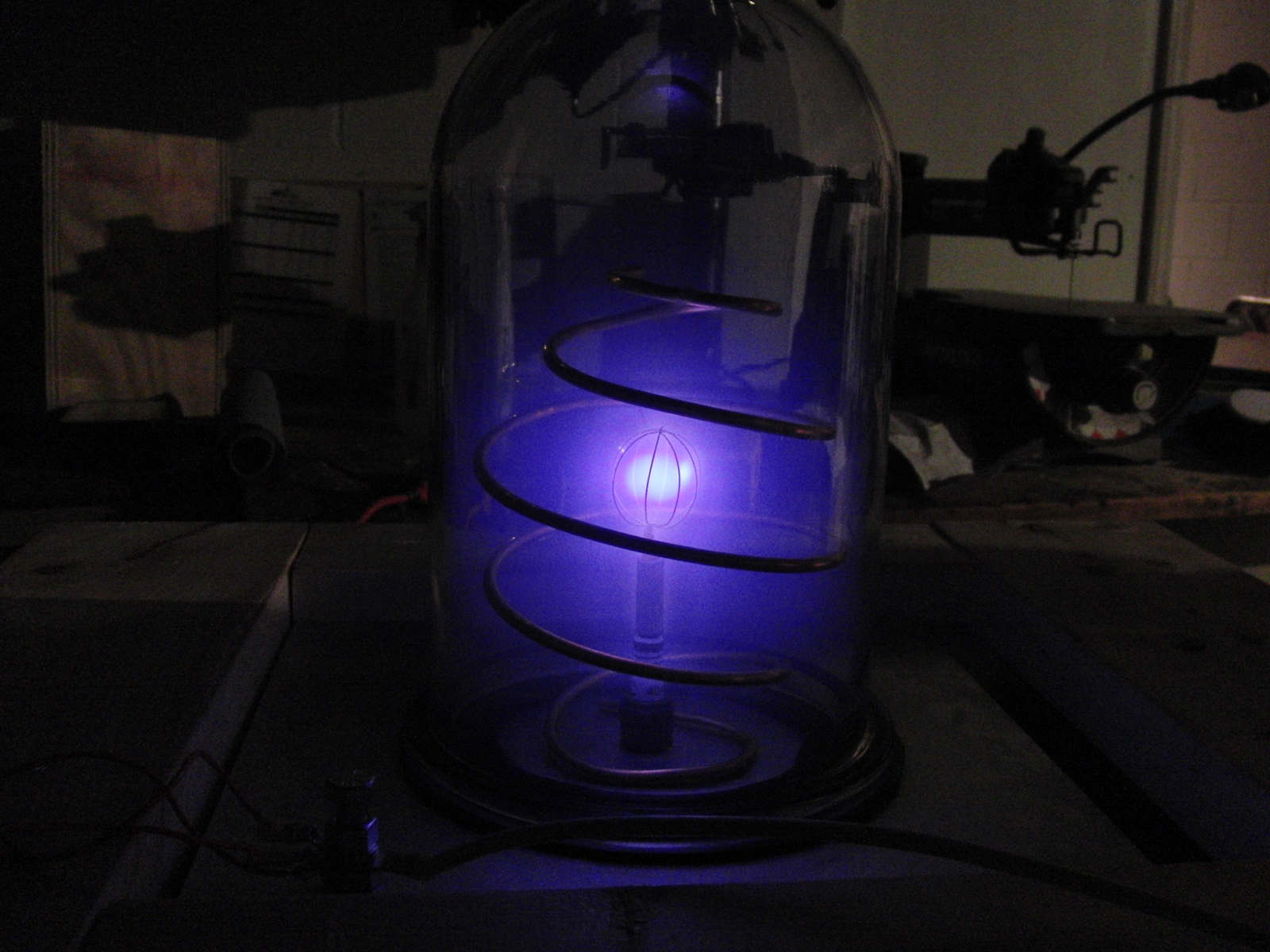
Un fusor casolà

El disseny està relacionat amb el fusor, el reactor de fusió beta alta, el mirall magnètic i la cúspide bicònica. Un conjunt d'electroimants genera un camp magnètic que atrapa electrons. Això crea una tensió negativa, que atrau ions positius. A mesura que els ions acceleren cap al centre negatiu, la seva energia cinètica augmenta. Els ions que xoquen a energies prou altes es poden fusionar.

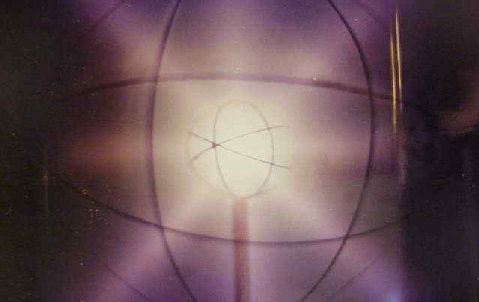
Fusor Farnsworth-Hirsch durant el funcionament en l'anomenat "mode estrella" caracteritzat per "raigs" de plasma brillant que semblen emanar dels buits de la reixeta interna.

## Mecanisme

### Fusor Heating
Un fusor Farnsworth-Hirsch consta de dues gàbies de filferro, una dins de l'altra, sovint anomenades reixetes, que es col·loquen dins d'una cambra de buit. La gàbia exterior té una tensió positiva enfront de la gàbia interior. En aquesta cambra s'injecta un combustible, normalment gas deuteri. S'escalfa més enllà de la seva temperatura d'ionització, produint ions positius. Els ions són positius i es mouen cap a la gàbia interna negativa. Els que perden els cables de la gàbia interior volen pel centre del dispositiu a gran velocitat i poden sortir volant per l'altre costat de la gàbia interior. Quan els ions es mouen cap a fora, una força de Coulomb els impulsa cap al centre. Amb el temps, es pot formar un nucli de gas ionitzat dins de la gàbia interior. Els ions passen cap endavant i cap enrere pel nucli fins que xoquen amb la reixeta o amb un altre nucli. La majoria dels cops de nucli no produeixen fusió. Els cops de la xarxa poden augmentar la temperatura de la xarxa i també erosionar-la. Aquests cops condueixen la massa i l'energia lluny del plasma, així com esquillen ions metàl·lics al gas, que el refreda.

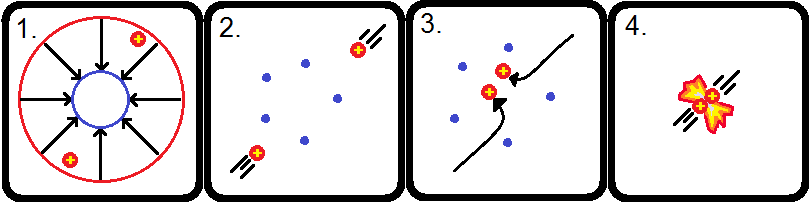
Figura 1 : Il·lustració del mecanisme bàsic de fusió en fusors. (1) El fusor conté dues gàbies de filferro concèntriques. El càtode (blau) es troba dins de l'ànode (vermell). (2) Els ions positius són atrets pel càtode interior. El camp elèctric funciona sobre els ions que els escalfen a condicions de fusió. (3) Els ions falten la gàbia interior. (4) Els ions xoquen al centre i poden fusionar-se.

En els fusors, el pou de potencial es fa amb una gàbia de filferro. Com que la majoria dels ions i electrons cauen a la gàbia, els fusors pateixen pèrdues de conducció elevades. Per tant, cap fusor s'ha acostat a l'equilibri energètic.

### Atrapament de plasma diamagnètic
El Polywell intenta contenir un plasma diamagnètic, un material que rebutja els camps magnètics exteriors creats pels electroimants. Aquest tipus de comportament no és normal per a la fusió de plasmes.
- La majoria del plasma de la majoria dels reactors de fusió (com ara miralls magnètics, tokamaks i estelleradors) es considera magnetitzat. Un plasma magnetitzat es produeix quan el camp extern és tan fort que penetra completament i controla el plasma, de manera que el comportament del material està dominat pel camp extern.
- Alguns plasmes de fusió són automagnetitzats (com les configuracions de camp invertit, o Dynomaks ), tots els quals poden crear els seus propis camps magnètics febles mitjançant la formació de bucles de corrents de plasma i altres estructures.

Però tant el Polywell com el reactor de fusió d'alta beta suposen que el camp autogenerat de plasma és tan fort que rebutjarà el camp exterior. Bussard va anomenar més tard aquest tipus de confinament el Wiffle-Ball. Aquesta analogia es va utilitzar per descriure l'atrapament d'electrons dins del camp. Els marbres poden quedar atrapats dins d'una bola Wiffle, una esfera buida i perforada; si es posen les boles dins, poden rodar i de vegades escapar pels forats de l'esfera. La topologia magnètica d'un polywell d'alta beta actua de manera similar amb els electrons. El juny de 2014, EMC2 va publicar una preimpressió que proporcionava (1) mesures de raigs X i (2) mesures de bucle de flux que l'efecte diamagnètic afectarà el camp extern.
Segons Bussard, la taxa de fuga típica de la cúspide és tal que un electró fa de 5 a 8 passades abans d'escapar per una cúspide en una cúspide bicònica de confinament de mirall estàndard; 10 a 60 passades en un polywell sota confinament mirall (beta baixa) que va anomenar confinament cúspide; i diversos milers de passades al confinament de Wiffle-Ball (beta alta).
El febrer de 2013, Lockheed Martin Skunk Works va anunciar una nova màquina de fusió compacta, el reactor de fusió beta alta, que podria estar relacionada amb la cúspide bicònica i el polywell, i que funcionava a β. = 1.